# 田澤修治
田澤 修治（たざわ しゅうじ、1968年4月29日 - ）は青森県出身の射撃選手。2004年アテネオリンピック代表。自衛隊体育学校所属。

## 略歴
- 2001年 ワールドカップ杯4位。
- 2003年 全日本選手権で初の優勝を果たす。
- 2004年 初の五輪出場。アテネオリンピックの10mエアピストルで30位。25mラピッドファイアーピストルで15位。